# Сунтола, Туомо
Туомо Сунтола (Tuomo Suntola; род. 1943, Тампере, Финляндия) — финский физик-материаловед, доктор философии.
Лауреат премии Технология тысячелетия (2018) — за изобретение атомно-слоевого осаждения (ALD).
Окончил кафедру электроинженерии Хельсинкского политехнического института со степенями магистра электротехники (1967) и доктора философии по электронной физике (1971). Докторская диссертация посвящена тонким плёнкам. В 1968—1973 гг. научный сотрудник VTT Technical Research Centre of Finland. В 1974—1978 гг. шеф-учёный компании Instrumentarium Oy, а в 1978—1987 гг. — Lohja (yritys) Corporation. В 1987—1997 гг. управляющий директор Microchemistry Ltd. В 1997—2004 гг. фелло по R&D Fortum Corporation. C 2004 года в отставке. Член совета компании Picosun, одним из владельцев которой является. Его первый связанный с ALD патент появился в 1974 году.
Награждён Рыцарским крестом I класса ордена Льва Финляндии (2001).